# Vandalize
Vandalize è il terzo album in studio del gruppo rock-visual kei giapponese Alice Nine, pubblicato nel 2009.

## Tracce
1. the beautiful name
2. Hyakka Ryōran (百花繚乱)
3. Rainbows
4. Kiss twice, Kiss me deadly
5. Cross Game
6. Subaru (昴)
7. www.
8. Drella
9. Mirror Ball (Vandalize Edition)
10. Innocence (イノセンス)
11. Waterfall